# Mistrovství světa juniorů v ledním hokeji 2000
Mistrovství světa juniorů v ledním hokeji 2000 bylo 24. ročníkem Mistrovství světa juniorů v ledním hokeji. Konalo se ve švédských městech Skellefteå a Umeå od 25. prosince 1999 do 4. ledna 2000.

## Úroveň A

### Stadiony
| Skellefteå                                       | Umeå                                 |
| ------------------------------------------------ | ------------------------------------ |
| Skellefteå Kraft Arena Kapacita: 6 001 17 zápasů | Umeå Arena Kapacita: 6 000 17 zápasů |
|                                                  |                                      |

### Úvodní kolo

#### Skupina A
| Tým          | Z | V | R | P | VG | OG | B |
| ------------ | - | - | - | - | -- | -- | - |
| 1. Česko     | 4 | 2 | 2 | 0 | 12 | 7  | 6 |
| 2. Kanada    | 4 | 2 | 2 | 0 | 9  | 5  | 6 |
| 3. USA       | 4 | 1 | 2 | 1 | 5  | 6  | 4 |
| 4. Finsko    | 4 | 1 | 1 | 2 | 8  | 9  | 3 |
| 5. Slovensko | 4 | 0 | 1 | 3 | 4  | 11 | 1 |

| 25. prosince 1999 | Česko | 5 – 2           | Slovensko | Skellefteå |
| 15:30             | Česko | (1–1, 1–0, 3–1) | Slovensko |            |

| Souhrn zápasu zpráva | Souhrn zápasu zpráva | Souhrn zápasu zpráva | Souhrn zápasu zpráva | Souhrn zápasu zpráva |
| -------------------- | -------------------- | -------------------- | -------------------- | -------------------- |
|                      | {{{góly1}}}          |                      | {{{góly2}}}          | Diváků: 1,185        |

| 25. prosince 1999 | Finsko | 2 – 3           | Kanada | Skellefteå |
| 19:30             | Finsko | (0–1, 0–2, 2–0) | Kanada |            |

| Souhrn zápasu zpráva | Souhrn zápasu zpráva | Souhrn zápasu zpráva | Souhrn zápasu zpráva | Souhrn zápasu zpráva |
| -------------------- | -------------------- | -------------------- | -------------------- | -------------------- |
|                      | {{{góly1}}}          |                      | {{{góly2}}}          | Diváků: 457          |

| 26. prosince 1999 | Česko | 2 – 2           | USA | Skellefteå |
| 15:30             | Česko | (0–1, 1–1, 1–0) | USA |            |

| Souhrn zápasu zpráva | Souhrn zápasu zpráva | Souhrn zápasu zpráva | Souhrn zápasu zpráva | Souhrn zápasu zpráva |
| -------------------- | -------------------- | -------------------- | -------------------- | -------------------- |
|                      | {{{góly1}}}          |                      | {{{góly2}}}          | Diváků: 374          |

| 26. prosince 1999 | Slovensko | 1 – 1           | Finsko | Skellefteå |
| 19:30             | Slovensko | (0–0, 1–0, 1–1) | Finsko |            |

| Souhrn zápasu zpráva | Souhrn zápasu zpráva | Souhrn zápasu zpráva | Souhrn zápasu zpráva | Souhrn zápasu zpráva |
| -------------------- | -------------------- | -------------------- | -------------------- | -------------------- |
|                      | {{{góly1}}}          |                      | {{{góly2}}}          | Diváků: 398          |

| 28. prosince 1999 | Slovensko | 0 – 1           | USA | Skellefteå |
| 15:30             | Slovensko | (0–0, 0–0, 0–1) | USA |            |

| Souhrn zápasu zpráva | Souhrn zápasu zpráva | Souhrn zápasu zpráva | Souhrn zápasu zpráva | Souhrn zápasu zpráva |
| -------------------- | -------------------- | -------------------- | -------------------- | -------------------- |
|                      | {{{góly1}}}          |                      | {{{góly2}}}          | Diváků: 472          |

| 28. prosince 1999 | Kanada | 1 – 1           | Česko | Skellefteå |
| 19:30             | Kanada | (1–0, 0–1, 0–0) | Česko |            |

| Souhrn zápasu zpráva | Souhrn zápasu zpráva | Souhrn zápasu zpráva | Souhrn zápasu zpráva | Souhrn zápasu zpráva |
| -------------------- | -------------------- | -------------------- | -------------------- | -------------------- |
|                      | {{{góly1}}}          |                      | {{{góly2}}}          | Diváků: 997          |

| 29. prosince 1999 | USA | 1 – 3           | Finsko | Skellefteå |
| 15:30             | USA | (0–1, 0–1, 1–1) | Finsko |            |

| Souhrn zápasu zpráva | Souhrn zápasu zpráva | Souhrn zápasu zpráva | Souhrn zápasu zpráva | Souhrn zápasu zpráva |
| -------------------- | -------------------- | -------------------- | -------------------- | -------------------- |
|                      | {{{góly1}}}          |                      | {{{góly2}}}          | Diváků: 582          |

| 29. prosince 1999 | Kanada | 4 – 1           | Slovensko | Skellefteå |
| 19:30             | Kanada | (3–0, 0–1, 1–0) | Slovensko |            |

| Souhrn zápasu zpráva | Souhrn zápasu zpráva | Souhrn zápasu zpráva | Souhrn zápasu zpráva | Souhrn zápasu zpráva |
| -------------------- | -------------------- | -------------------- | -------------------- | -------------------- |
|                      | {{{góly1}}}          |                      | {{{góly2}}}          | Diváků: 513          |

| 31. prosince 1999 | Finsko | 2 – 4           | Česko | Skellefteå |
| 12:00             | Finsko | (0–0, 1–1, 1–3) | Česko |            |

| Souhrn zápasu zpráva | Souhrn zápasu zpráva | Souhrn zápasu zpráva | Souhrn zápasu zpráva | Souhrn zápasu zpráva |
| -------------------- | -------------------- | -------------------- | -------------------- | -------------------- |
|                      | {{{góly1}}}          |                      | {{{góly2}}}          | Diváků: 423          |

| 31. prosince 1999 | USA | 1 – 1           | Kanada | Skellefteå |
| 16:00             | USA | (0–0, 0–1, 1–0) | Kanada |            |

| Souhrn zápasu zpráva | Souhrn zápasu zpráva | Souhrn zápasu zpráva | Souhrn zápasu zpráva | Souhrn zápasu zpráva |
| -------------------- | -------------------- | -------------------- | -------------------- | -------------------- |
|                      | {{{góly1}}}          |                      | {{{góly2}}}          | Diváků: 596          |

#### Skupina B
| Tým           | Z | V | R | P | VG | OG | B |
| ------------- | - | - | - | - | -- | -- | - |
| 1. Rusko      | 4 | 4 | 0 | 0 | 30 | 4  | 8 |
| 2. Švédsko    | 4 | 3 | 0 | 1 | 27 | 8  | 6 |
| 3. Švýcarsko  | 4 | 2 | 0 | 2 | 13 | 16 | 4 |
| 4. Kazachstán | 4 | 1 | 0 | 3 | 7  | 34 | 2 |
| 5. Ukrajina   | 4 | 0 | 0 | 4 | 6  | 21 | 0 |

| 25. prosince 1999 | Švýcarsko | 6 – 2           | Ukrajina | Umeå |
| 15:30             | Švýcarsko | (2–1, 3–0, 1–1) | Ukrajina |      |

| Souhrn zápasu zpráva | Souhrn zápasu zpráva | Souhrn zápasu zpráva | Souhrn zápasu zpráva | Souhrn zápasu zpráva |
| -------------------- | -------------------- | -------------------- | -------------------- | -------------------- |
|                      | {{{góly1}}}          |                      | {{{góly2}}}          | Diváků: 934          |

| 25. prosince 1999 | Rusko | 14 – 1          | Kazachstán | Umeå |
| 19:30             | Rusko | (4–1, 4–0, 6–0) | Kazachstán |      |

| Souhrn zápasu zpráva | Souhrn zápasu zpráva | Souhrn zápasu zpráva | Souhrn zápasu zpráva | Souhrn zápasu zpráva |
| -------------------- | -------------------- | -------------------- | -------------------- | -------------------- |
|                      | {{{góly1}}}          |                      | {{{góly2}}}          | Diváků: 848          |

| 26. prosince 1999 | Švýcarsko | 1 – 7           | Švédsko | Umeå |
| 15:30             | Švýcarsko | (1–1, 0–2, 0–4) | Švédsko |      |

| Souhrn zápasu zpráva | Souhrn zápasu zpráva | Souhrn zápasu zpráva | Souhrn zápasu zpráva | Souhrn zápasu zpráva |
| -------------------- | -------------------- | -------------------- | -------------------- | -------------------- |
|                      | {{{góly1}}}          |                      | {{{góly2}}}          | Diváků: 2,838        |

| 26. prosince 1999 | Ukrajina | 1 – 4           | Rusko | Umeå |
| 19:30             | Ukrajina | (0–0, 0–2, 1–2) | Rusko |      |

| Souhrn zápasu zpráva | Souhrn zápasu zpráva | Souhrn zápasu zpráva | Souhrn zápasu zpráva | Souhrn zápasu zpráva |
| -------------------- | -------------------- | -------------------- | -------------------- | -------------------- |
|                      | {{{góly1}}}          |                      | {{{góly2}}}          | Diváků: 489          |

| 28. prosince 1999 | Ukrajina | 1 – 6           | Švédsko | Umeå |
| 15:30             | Ukrajina | (0–3, 0–1, 1–2) | Švédsko |      |

| Souhrn zápasu zpráva | Souhrn zápasu zpráva | Souhrn zápasu zpráva | Souhrn zápasu zpráva | Souhrn zápasu zpráva |
| -------------------- | -------------------- | -------------------- | -------------------- | -------------------- |
|                      | {{{góly1}}}          |                      | {{{góly2}}}          | Diváků: 2,058        |

| 28. prosince 1999 | Kazachstán | 0 – 5           | Švýcarsko | Umeå |
| 19:30             | Kazachstán | (0–4, 0–0, 0–1) | Švýcarsko |      |

| Souhrn zápasu zpráva | Souhrn zápasu zpráva | Souhrn zápasu zpráva | Souhrn zápasu zpráva | Souhrn zápasu zpráva |
| -------------------- | -------------------- | -------------------- | -------------------- | -------------------- |
|                      | {{{góly1}}}          |                      | {{{góly2}}}          | Diváků: 839          |

| 29. prosince 1999 | Švédsko | 1 – 5           | Rusko | Umeå |
| 15:30             | Švédsko | (0–2, 0–2, 1–1) | Rusko |      |

| Souhrn zápasu zpráva | Souhrn zápasu zpráva | Souhrn zápasu zpráva | Souhrn zápasu zpráva | Souhrn zápasu zpráva |
| -------------------- | -------------------- | -------------------- | -------------------- | -------------------- |
|                      | {{{góly1}}}          |                      | {{{góly2}}}          | Diváků: 4,450        |

| 29. prosince 1999 | Kazachstán | 5 – 2           | Ukrajina | Umeå |
| 19:30             | Kazachstán | (1–0, 1–0, 3–2) | Ukrajina |      |

| Souhrn zápasu zpráva | Souhrn zápasu zpráva | Souhrn zápasu zpráva | Souhrn zápasu zpráva | Souhrn zápasu zpráva |
| -------------------- | -------------------- | -------------------- | -------------------- | -------------------- |
|                      | {{{góly1}}}          |                      | {{{góly2}}}          | Diváků: 356          |

| 31. prosince 1999 | Rusko | 7 – 1           | Švýcarsko | Umeå |
| 12:00             | Rusko | (1–0, 3–0, 3–1) | Švýcarsko |      |

| Souhrn zápasu zpráva | Souhrn zápasu zpráva | Souhrn zápasu zpráva | Souhrn zápasu zpráva | Souhrn zápasu zpráva |
| -------------------- | -------------------- | -------------------- | -------------------- | -------------------- |
|                      | {{{góly1}}}          |                      | {{{góly2}}}          | Diváků: 329          |

| 31. prosince 1999 | Švédsko | 13 – 1          | Kazachstán | Umeå |
| 16:00             | Švédsko | (3–1, 6–0, 4–0) | Kazachstán |      |

| Souhrn zápasu zpráva | Souhrn zápasu zpráva | Souhrn zápasu zpráva | Souhrn zápasu zpráva | Souhrn zápasu zpráva |
| -------------------- | -------------------- | -------------------- | -------------------- | -------------------- |
|                      | {{{góly1}}}          |                      | {{{góly2}}}          | Diváků: 511          |

### Skupina o udržení
| 2. ledna 2000 | Slovensko | 1 – 3           | Ukrajina | Skellefteå |
| 16:00         | Slovensko | (0–1, 0–1, 1–1) | Ukrajina |            |

| Souhrn zápasu zpráva | Souhrn zápasu zpráva | Souhrn zápasu zpráva | Souhrn zápasu zpráva | Souhrn zápasu zpráva |
| -------------------- | -------------------- | -------------------- | -------------------- | -------------------- |
|                      | {{{góly1}}}          |                      | {{{góly2}}}          | Diváků: 2,745        |

| 4. ledna 2000 | Ukrajina | 1 – 5           | Slovensko | Umeå |
| 12:00         | Ukrajina | (0–0, 1–2, 0–3) | Slovensko |      |

| Souhrn zápasu zpráva | Souhrn zápasu zpráva | Souhrn zápasu zpráva | Souhrn zápasu zpráva | Souhrn zápasu zpráva |
| -------------------- | -------------------- | -------------------- | -------------------- | -------------------- |
|                      | {{{góly1}}}          |                      | {{{góly2}}}          | Diváků: 301          |

#### Zápas s desetiminutovým prodloužením
| 4. ledna 2000 | Ukrajina | 0 – 1 SN       | Slovensko | Umeå |
| 14:15         | Ukrajina | (0–0, 0/3–2/3) | Slovensko |      |

| Souhrn zápasu zpráva | Souhrn zápasu zpráva | Souhrn zápasu zpráva | Souhrn zápasu zpráva | Souhrn zápasu zpráva |
| -------------------- | -------------------- | -------------------- | -------------------- | -------------------- |
|                      | {{{góly1}}}          |                      | {{{góly2}}}          | Diváků: 301          |

 Ukrajina sestoupila do I. divize na MSJ 2001.

### Play-off

#### Čtvrtfinále
| 1. ledna 2000 | Kanada | 8 – 3           | Švýcarsko | Skellefteå |
| 14:00         | Kanada | (3–0, 4–2, 1–1) | Švýcarsko |            |

| Souhrn zápasu zpráva | Souhrn zápasu zpráva | Souhrn zápasu zpráva | Souhrn zápasu zpráva | Souhrn zápasu zpráva |
| -------------------- | -------------------- | -------------------- | -------------------- | -------------------- |
|                      | {{{góly1}}}          |                      | {{{góly2}}}          | Diváků: 432          |

| 1. ledna 2000 | Švédsko | 1 – 5           | USA | Umeå |
| 14:00         | Švédsko | (1–1, 0–1, 0–3) | USA |      |

| Souhrn zápasu zpráva | Souhrn zápasu zpráva | Souhrn zápasu zpráva | Souhrn zápasu zpráva | Souhrn zápasu zpráva |
| -------------------- | -------------------- | -------------------- | -------------------- | -------------------- |
|                      | {{{góly1}}}          |                      | {{{góly2}}}          | Diváků: 2,171        |

| 1. ledna 2000 | Česko | 6 – 3           | Kazachstán | Skellefteå |
| 18:00         | Česko | (3–0, 2–3, 1–0) | Kazachstán |            |

| Souhrn zápasu zpráva | Souhrn zápasu zpráva | Souhrn zápasu zpráva | Souhrn zápasu zpráva | Souhrn zápasu zpráva |
| -------------------- | -------------------- | -------------------- | -------------------- | -------------------- |
|                      | {{{góly1}}}          |                      | {{{góly2}}}          | Diváků: 386          |

| 1. ledna 2000 | Rusko | 4 – 0           | Finsko | Umeå |
| 18:00         | Rusko | (3–0, 1–0, 0–0) | Finsko |      |

| Souhrn zápasu zpráva | Souhrn zápasu zpráva | Souhrn zápasu zpráva | Souhrn zápasu zpráva | Souhrn zápasu zpráva |
| -------------------- | -------------------- | -------------------- | -------------------- | -------------------- |
|                      | {{{góly1}}}          |                      | {{{góly2}}}          | Diváků: 521          |

#### O umístění
| 3. ledna 2000 | Švýcarsko | 5 – 2           | Finsko | Umeå |
| 15:30         | Švýcarsko | (1–0, 3–1, 1–1) | Finsko |      |

| Souhrn zápasu zpráva | Souhrn zápasu zpráva | Souhrn zápasu zpráva | Souhrn zápasu zpráva | Souhrn zápasu zpráva |
| -------------------- | -------------------- | -------------------- | -------------------- | -------------------- |
|                      | {{{góly1}}}          |                      | {{{góly2}}}          | Diváků: 359          |

| 3. ledna 2000 | Kazachstán | 2 – 12          | Švédsko | Umeå |
| 19:30         | Kazachstán | (0–3, 1–7, 1–2) | Švédsko |      |

| Souhrn zápasu zpráva | Souhrn zápasu zpráva | Souhrn zápasu zpráva | Souhrn zápasu zpráva | Souhrn zápasu zpráva |
| -------------------- | -------------------- | -------------------- | -------------------- | -------------------- |
|                      | {{{góly1}}}          |                      | {{{góly2}}}          | Diváků: 946          |

#### Semifinále
| 3. ledna 2000 | USA | 1 – 4           | Česko | Skellefteå |
| 15:30         | USA | (0–1, 0–2, 1–1) | Česko |            |

| Souhrn zápasu zpráva | Souhrn zápasu zpráva | Souhrn zápasu zpráva | Souhrn zápasu zpráva | Souhrn zápasu zpráva |
| -------------------- | -------------------- | -------------------- | -------------------- | -------------------- |
|                      | {{{góly1}}}          |                      | {{{góly2}}}          | Diváků: 2,848        |

| 3. ledna 2000 | Rusko | 3 – 2           | Kanada | Skellefteå |
| 19:30         | Rusko | (0–0, 2–1, 1–1) | Kanada |            |

| Souhrn zápasu zpráva | Souhrn zápasu zpráva | Souhrn zápasu zpráva | Souhrn zápasu zpráva | Souhrn zápasu zpráva |
| -------------------- | -------------------- | -------------------- | -------------------- | -------------------- |
|                      | {{{góly1}}}          |                      | {{{góly2}}}          | Diváků: 3,215        |

#### O 7. místo
| 4. ledna 2000 | Finsko | 9 – 1           | Kazachstán | Umeå |
| 15:00         | Finsko | (3–0, 2–0, 4–1) | Kazachstán |      |

| Souhrn zápasu zpráva | Souhrn zápasu zpráva | Souhrn zápasu zpráva | Souhrn zápasu zpráva | Souhrn zápasu zpráva |
| -------------------- | -------------------- | -------------------- | -------------------- | -------------------- |
|                      | {{{góly1}}}          |                      | {{{góly2}}}          | Diváků: 306          |

#### O 5. místo
| 4. ledna 2000 | Švédsko | 5 – 2           | Švýcarsko | Umeå |
| 19:00         | Švédsko | (1–2, 2–0, 2–0) | Švýcarsko |      |

| Souhrn zápasu zpráva | Souhrn zápasu zpráva | Souhrn zápasu zpráva | Souhrn zápasu zpráva | Souhrn zápasu zpráva |
| -------------------- | -------------------- | -------------------- | -------------------- | -------------------- |
|                      | {{{góly1}}}          |                      | {{{góly2}}}          | Diváků: 872          |

#### O 3. místo
| 4. ledna 2000 | Kanada | 4 – 3 SN                      | USA | Skellefteå |
| 14:00         | Kanada | (0–1, 1–1, 2–1, 0–0, 3/3–1/3) | USA |            |

| Souhrn zápasu zpráva | Souhrn zápasu zpráva | Souhrn zápasu zpráva | Souhrn zápasu zpráva | Souhrn zápasu zpráva |
| -------------------- | -------------------- | -------------------- | -------------------- | -------------------- |
|                      | {{{góly1}}}          |                      | {{{góly2}}}          | Diváků: 2,784        |

#### Finále
| 4. ledna 2000 | Rusko | 0 – 1 SN                      | Česko | Skellefteå |
| 19:00         | Rusko | (0–0, 0–0, 0–0, 0–0, 1/3–2/3) | Česko |            |

| Souhrn zápasu zpráva | Souhrn zápasu zpráva | Souhrn zápasu zpráva | Souhrn zápasu zpráva | Souhrn zápasu zpráva |
| -------------------- | -------------------- | -------------------- | -------------------- | -------------------- |
|                      | {{{góly1}}}          |                      | {{{góly2}}}          | Diváků: 3,857        |

### Nejproduktivnější hráči
| Pořadí | Hráč               | Země    | Pos | Z | G | A | B  | PIM | +/− |
| ------ | ------------------ | ------- | --- | - | - | - | -- | --- | --- |
| 1      | Henrik Sedin       | Švédsko | F   | 7 | 4 | 9 | 13 | 6   | +9  |
| 2      | Milan Kraft        | Česko   | F   | 7 | 5 | 7 | 12 | 0   | +8  |
| 3      | Daniel Sedin       | Švédsko | F   | 7 | 6 | 4 | 10 | 0   | +8  |
| 4      | Brandon Reid       | Kanada  | F   | 7 | 4 | 5 | 9  | 4   | +3  |
| 5      | Jevgenij Muratov   | Rusko   | F   | 7 | 6 | 2 | 8  | 4   | +8  |
| 6      | Alexej Těreščenko  | Rusko   | F   | 7 | 3 | 5 | 8  | 2   | +6  |
| 7      | Erik Lewerström    | Švédsko | D   | 7 | 3 | 5 | 8  | 14  | +2  |
| 8      | Alexandr Rjazancev | Rusko   | D   | 7 | 2 | 6 | 8  | 2   | +10 |
| 9      | David Nyström      | Švédsko | F   | 7 | 2 | 6 | 8  | 2   | +6  |
| 10     | Oleg Smirnov       | Rusko   | F   | 7 | 2 | 6 | 8  | 2   | +7  |

### Brankáři
Minimálně 40% z celkového herního času týmu.
| Pořadí | Hráč           | Země   | ČNL    | PSB | OG | POG  | CHS | %ChS  | SO |
| ------ | -------------- | ------ | ------ | --- | -- | ---- | --- | ----- | -- |
| 1      | Ilja Bryzgalov | Rusko  | 234:04 | 105 | 3  | 0.77 | 102 | 97.14 | 1  |
| 2      | Alexej Volkov  | Rusko  | 185:11 | 81  | 4  | 1.30 | 77  | 95.06 | 0  |
| 3      | Zdeněk Šmíd    | Česko  | 420:00 | 182 | 11 | 1.57 | 171 | 93.96 | 1  |
| 4      | Maxime Ouellet | Kanada | 360:00 | 181 | 11 | 1.83 | 170 | 93.92 | 0  |
| 5      | Rick DiPietro  | USA    | 298:57 | 138 | 9  | 1.81 | 129 | 93.48 | 1  |

### Turnajová ocenění
|                            | Brankář       | Obránce            | Obránce            | Útočníci    | Útočníci         | Útočníci          |
| -------------------------- | ------------- | ------------------ | ------------------ | ----------- | ---------------- | ----------------- |
| Ceny direktoriátu IIHF     | Rick DiPietro | Alexandr Rjazancev | Alexandr Rjazancev | Milan Kraft | Milan Kraft      | Milan Kraft       |
| All-Star Tým (podle médií) | Rick DiPietro | Mathieu Biron      | Alexandr Rjazancev | Milan Kraft | Jevgenij Muratov | Alexej Těreščenko |

## Soupisky nejlepších mužstev
Česko
Tomáš Duba, Zdeněk Šmíd, Petr Svoboda, David Hájek, Zdeněk Kutlák, Martin Holý, Josef Jindra, Jan Boháč, Angel Krstev, Jiří David, Jaroslav Kristek, Milan Kraft, Michal Sivek, Jaroslav Svoboda, Josef Vašíček, Martin Havlát, Libor Pivko, Václav Nedorost, Zbyněk Irgl, Tomáš Horna, Jan Sochor, Vladimír Novák
  Rusko
Ilja Bryzgalov (B), Alexej Volkov (B), Michail Balandin, Denis Denisov, Pavel Duma, Andrei Esipov, Aleksandr Lyubimov, Artem Maryams, Alexandr Rjazancev, Kirill Safronov, Igor Schadilov, Dmitrij Afanasenkov, Ale Anton, Jevgenij Fedorov, Valeri Khlebnikov, Jevgenij Lapin, Evgeni Muratov,
Denis Shvidki, Oleg Smirnov, Alexej Tereschenko, Aleksandr Zevakhin, Sergej Zinověv
  Kanada
Maxim Ouellet (B), Brian Finley (B), Brandon Reid, Jamie Lundmark, Matt Pettinger, Dany Heatley, Michael Ryder, Chris Nielsen, Eric Chouinard,
Tyler Bouck, Mark Bell, Brad Richards, Manny Malhotra, Jason Spezza, Steve McCarthy, Mike Ribeiro, Barret Jackman, Kyle Rossiter, Mathieu Biron, Joe Rullier, Jay Bouwmeester, Matt Kinch

## Konečné pořadí
| Pořadí           | Tým        |
| ---------------- | ---------- |
| Zlatá medaile    | Česko      |
| Stříbrná medaile | Rusko      |
| Bronzová medaile | Kanada     |
| 4.               | USA        |
| 5.               | Švédsko    |
| 6.               | Švýcarsko  |
| 7.               | Finsko     |
| 8.               | Kazachstán |
| 9.               | Slovensko  |
| 10.              | Ukrajina   |

## Úroveň B
Tato skupina byla hrána v Minsku, v Bělorusku od 13. do 19. prosince 1999.

### Úvodní kolo

#### Skupina A
| Tým          | Z | V | R | P | VG | OG | B |
| ------------ | - | - | - | - | -- | -- | - |
| 1. Bělorusko | 3 | 2 | 1 | 0 | 7  | 3  | 5 |
| 2. Německo   | 3 | 2 | 0 | 1 | 9  | 6  | 4 |
| 3. Itálie    | 3 | 1 | 1 | 1 | 4  | 5  | 3 |
| 4. Lotyšsko  | 3 | 0 | 0 | 3 | 2  | 8  | 0 |

#### Skupina B
| Tým        | Z | V | R | P | VG | OG | B |
| ---------- | - | - | - | - | -- | -- | - |
| 1. Francie | 3 | 2 | 1 | 0 | 11 | 8  | 5 |
| 2. Norsko  | 3 | 2 | 0 | 1 | 14 | 8  | 4 |
| 3. Polsko  | 3 | 1 | 1 | 1 | 13 | 12 | 3 |
| 4. Dánsko  | 3 | 0 | 0 | 3 | 10 | 20 | 0 |

### Skupina o udržení
| Tým         | Z | V | R | P | VG | OG | B |
| ----------- | - | - | - | - | -- | -- | - |
| 5. Polsko   | 3 | 2 | 1 | 0 | 13 | 7  | 5 |
| 6. Itálie   | 3 | 1 | 1 | 1 | 4  | 6  | 3 |
| 7. Lotyšsko | 3 | 1 | 0 | 2 | 7  | 8  | 2 |
| 8. Dánsko   | 3 | 1 | 0 | 2 | 11 | 14 | 2 |

 Dánsko sestoupilo do II. divize na MSJ 2001.

### Finálové kolo
| Tým          | Z | V | R | P | VG | OG | B |
| ------------ | - | - | - | - | -- | -- | - |
| 1. Bělorusko | 3 | 3 | 0 | 0 | 17 | 9  | 6 |
| 2. Německo   | 3 | 2 | 0 | 1 | 8  | 5  | 4 |
| 3. Francie   | 3 | 1 | 0 | 2 | 8  | 15 | 2 |
| 4. Norsko    | 3 | 0 | 0 | 3 | 6  | 10 | 0 |

 Bělorusko postoupilo do I. divize na MSJ 2001.

## Úroveň C
Tato skupina byla hrána od 30. prosince 1999 do 3. ledna 2000 v Naganu, v Japonsku.

### Úvodní kolo

#### Skupina A
| Tým           | Z | V | R | P | VG | OG | B |
| ------------- | - | - | - | - | -- | -- | - |
| 1. Rakousko   | 3 | 3 | 0 | 0 | 31 | 5  | 6 |
| 2. Maďarsko   | 3 | 2 | 0 | 1 | 14 | 18 | 4 |
| 3. Estonsko   | 3 | 0 | 1 | 2 | 10 | 19 | 1 |
| 4. Jugoslávie | 3 | 0 | 1 | 2 | 7  | 20 | 1 |

#### Skupina B
| Tým               | Z | V | R | P | VG | OG | B |
| ----------------- | - | - | - | - | -- | -- | - |
| 1. Slovinsko      | 3 | 2 | 1 | 0 | 12 | 7  | 5 |
| 2. Velká Británie | 3 | 1 | 2 | 0 | 9  | 7  | 4 |
| 3. Japonsko       | 3 | 1 | 1 | 1 | 11 | 9  | 3 |
| 4. Litva          | 3 | 0 | 0 | 3 | 6  | 15 | 0 |

### Finálové kolo

#### O 7. místo
| 3. ledna 2000 | Litva | 5 – 1           | Jugoslávie | Big Hat |
| 10:00         | Litva | (3–1, 1–0, 1–0) | Jugoslávie |         |

| Souhrn zápasu zpráva | Souhrn zápasu zpráva | Souhrn zápasu zpráva | Souhrn zápasu zpráva | Souhrn zápasu zpráva |
| -------------------- | -------------------- | -------------------- | -------------------- | -------------------- |
|                      | {{{góly1}}}          |                      | {{{góly2}}}          | Diváků: 315          |

 Jugoslávie sestoupila do III. divize na MSJ 2001.

#### O 5. místo
| 3. ledna 2000 | Japonsko | 9 – 1           | Estonsko | Big Hat |
| 13:00         | Japonsko | (2–0, 0–1, 7–0) | Estonsko |         |

| Souhrn zápasu zpráva | Souhrn zápasu zpráva | Souhrn zápasu zpráva | Souhrn zápasu zpráva | Souhrn zápasu zpráva |
| -------------------- | -------------------- | -------------------- | -------------------- | -------------------- |
|                      | {{{góly1}}}          |                      | {{{góly2}}}          | Diváků: 911          |

#### O 3. místo
| 3. ledna 2000 | Maďarsko | 2 – 7           | Velká Británie | Big Hat |
| 16:00         | Maďarsko | (1–4, 1–2, 0–1) | Velká Británie |         |

| Souhrn zápasu zpráva | Souhrn zápasu zpráva | Souhrn zápasu zpráva | Souhrn zápasu zpráva | Souhrn zápasu zpráva |
| -------------------- | -------------------- | -------------------- | -------------------- | -------------------- |
|                      | {{{góly1}}}          |                      | {{{góly2}}}          | Diváků: 676          |

#### O 1. místo
| 3. ledna 2000 | Slovinsko | 2 – 6           | Rakousko | Big Hat |
| 19:00         | Slovinsko | (0–1, 0–1, 2–4) | Rakousko |         |

| Souhrn zápasu zpráva | Souhrn zápasu zpráva | Souhrn zápasu zpráva | Souhrn zápasu zpráva | Souhrn zápasu zpráva |
| -------------------- | -------------------- | -------------------- | -------------------- | -------------------- |
|                      | {{{góly1}}}          |                      | {{{góly2}}}          | Diváků: 733          |

 Rakousko postoupilo do I. divize na MSJ 2001.

## Úroveň D
Tato skupina byla hrána od 9. do 15. ledna 2000 v Mexiku City, v Mexiku.

### Úvodní kolo

#### Skupina A
| Tým           | Z | V | R | P | VG | OG | B |
| ------------- | - | - | - | - | -- | -- | - |
| 1. Chorvatsko | 2 | 2 | 0 | 0 | 35 | 2  | 4 |
| 2. JAR        | 2 | 1 | 0 | 1 | 13 | 14 | 2 |
| 3. Bulharsko  | 2 | 0 | 0 | 2 | 2  | 34 | 0 |

#### Skupina B
| Tým           | Z | V | R | P | VG | OG | B |
| ------------- | - | - | - | - | -- | -- | - |
| 1. Nizozemsko | 2 | 2 | 0 | 0 | 24 | 1  | 4 |
| 2. Mexiko     | 2 | 1 | 0 | 1 | 8  | 13 | 2 |
| 3. Island     | 2 | 0 | 0 | 2 | 4  | 22 | 0 |

#### Skupina C
| Tým          | Z | V | R | P | VG | OG | B |
| ------------ | - | - | - | - | -- | -- | - |
| 1. Rumunsko  | 2 | 2 | 0 | 0 | 24 | 5  | 4 |
| 2. Španělsko | 2 | 1 | 0 | 1 | 8  | 9  | 2 |
| 3. Austrálie | 2 | 0 | 0 | 2 | 5  | 23 | 0 |

### Finálové kolo

#### O umístění od 7. do 9. místa
| Tým          | Z | V | R | P | VG | OG | B |
| ------------ | - | - | - | - | -- | -- | - |
| 7. Austrálie | 2 | 2 | 0 | 0 | 16 | 6  | 4 |
| 8. Bulharsko | 2 | 1 | 0 | 1 | 9  | 9  | 2 |
| 9. Island    | 2 | 0 | 0 | 2 | 5  | 15 | 0 |

#### O umístění od 4. do 6. místa
| Tým          | Z | V | R | P | VG | OG | B |
| ------------ | - | - | - | - | -- | -- | - |
| 4. Španělsko | 2 | 2 | 0 | 0 | 16 | 6  | 4 |
| 5. Mexiko    | 2 | 1 | 0 | 1 | 5  | 11 | 2 |
| 6. JAR       | 2 | 0 | 0 | 2 | 5  | 9  | 0 |

#### O umístění od 1. do 3. místa
| Tým           | Z | V | R | P | VG | OG | B |
| ------------- | - | - | - | - | -- | -- | - |
| 1. Chorvatsko | 2 | 2 | 0 | 0 | 12 | 8  | 4 |
| 2. Rumunsko   | 2 | 1 | 0 | 1 | 9  | 8  | 2 |
| 3. Nizozemsko | 2 | 0 | 0 | 2 | 6  | 11 | 0 |

 Chorvatsko postoupilo do II. divize na MSJ 2001.